# 1478 год
1478 (ты́сяча четы́реста се́мьдесят восьмо́й) год  по юлианскому календарю — невисокосный год, начинающийся в четверг. Это 1478 год нашей эры, 8‑й год 8‑го десятилетия XV века 2‑го тысячелетия, 9‑й год 1470‑х годов. Он закончился 547 лет назад.
| Пн | Вт | Ср | Чт | Пт | Сб | Вс |
|    |    |    | 1  | 2  | 3  | 4  |
| 5  | 6  | 7  | 8  | 9  | 10 | 11 |
| 12 | 13 | 14 | 15 | 16 | 17 | 18 |
| 19 | 20 | 21 | 22 | 23 | 24 | 25 |
| 26 | 27 | 28 | 29 | 30 | 31 |    |

| Пн | Вт | Ср | Чт | Пт | Сб | Вс |
|    |    |    |    |    |    | 1  |
| 2  | 3  | 4  | 5  | 6  | 7  | 8  |
| 9  | 10 | 11 | 12 | 13 | 14 | 15 |
| 16 | 17 | 18 | 19 | 20 | 21 | 22 |
| 23 | 24 | 25 | 26 | 27 | 28 |    |

| Пн | Вт | Ср | Чт | Пт | Сб | Вс |
|    |    |    |    |    |    | 1  |
| 2  | 3  | 4  | 5  | 6  | 7  | 8  |
| 9  | 10 | 11 | 12 | 13 | 14 | 15 |
| 16 | 17 | 18 | 19 | 20 | 21 | 22 |
| 23 | 24 | 25 | 26 | 27 | 28 | 29 |
| 30 | 31 |    |    |    |    |    |

| Пн | Вт | Ср | Чт | Пт | Сб | Вс |
|    |    | 1  | 2  | 3  | 4  | 5  |
| 6  | 7  | 8  | 9  | 10 | 11 | 12 |
| 13 | 14 | 15 | 16 | 17 | 18 | 19 |
| 20 | 21 | 22 | 23 | 24 | 25 | 26 |
| 27 | 28 | 29 | 30 |    |    |    |

| Пн | Вт | Ср | Чт | Пт | Сб | Вс |
|    |    |    |    | 1  | 2  | 3  |
| 4  | 5  | 6  | 7  | 8  | 9  | 10 |
| 11 | 12 | 13 | 14 | 15 | 16 | 17 |
| 18 | 19 | 20 | 21 | 22 | 23 | 24 |
| 25 | 26 | 27 | 28 | 29 | 30 | 31 |

| Пн | Вт | Ср | Чт | Пт | Сб | Вс |
| 1  | 2  | 3  | 4  | 5  | 6  | 7  |
| 8  | 9  | 10 | 11 | 12 | 13 | 14 |
| 15 | 16 | 17 | 18 | 19 | 20 | 21 |
| 22 | 23 | 24 | 25 | 26 | 27 | 28 |
| 29 | 30 |    |    |    |    |    |

| Пн | Вт | Ср | Чт | Пт | Сб | Вс |
|    |    | 1  | 2  | 3  | 4  | 5  |
| 6  | 7  | 8  | 9  | 10 | 11 | 12 |
| 13 | 14 | 15 | 16 | 17 | 18 | 19 |
| 20 | 21 | 22 | 23 | 24 | 25 | 26 |
| 27 | 28 | 29 | 30 | 31 |    |    |

| Пн | Вт | Ср | Чт | Пт | Сб | Вс |
|    |    |    |    |    | 1  | 2  |
| 3  | 4  | 5  | 6  | 7  | 8  | 9  |
| 10 | 11 | 12 | 13 | 14 | 15 | 16 |
| 17 | 18 | 19 | 20 | 21 | 22 | 23 |
| 24 | 25 | 26 | 27 | 28 | 29 | 30 |
| 31 |    |    |    |    |    |    |

| Пн | Вт | Ср | Чт | Пт | Сб | Вс |
|    | 1  | 2  | 3  | 4  | 5  | 6  |
| 7  | 8  | 9  | 10 | 11 | 12 | 13 |
| 14 | 15 | 16 | 17 | 18 | 19 | 20 |
| 21 | 22 | 23 | 24 | 25 | 26 | 27 |
| 28 | 29 | 30 |    |    |    |    |

| Пн | Вт | Ср | Чт | Пт | Сб | Вс |
|    |    |    | 1  | 2  | 3  | 4  |
| 5  | 6  | 7  | 8  | 9  | 10 | 11 |
| 12 | 13 | 14 | 15 | 16 | 17 | 18 |
| 19 | 20 | 21 | 22 | 23 | 24 | 25 |
| 26 | 27 | 28 | 29 | 30 | 31 |    |

| Пн | Вт | Ср | Чт | Пт | Сб | Вс |
|    |    |    |    |    |    | 1  |
| 2  | 3  | 4  | 5  | 6  | 7  | 8  |
| 9  | 10 | 11 | 12 | 13 | 14 | 15 |
| 16 | 17 | 18 | 19 | 20 | 21 | 22 |
| 23 | 24 | 25 | 26 | 27 | 28 | 29 |
| 30 |    |    |    |    |    |    |

| Пн | Вт | Ср | Чт | Пт | Сб | Вс |
|    | 1  | 2  | 3  | 4  | 5  | 6  |
| 7  | 8  | 9  | 10 | 11 | 12 | 13 |
| 14 | 15 | 16 | 17 | 18 | 19 | 20 |
| 21 | 22 | 23 | 24 | 25 | 26 | 27 |
| 28 | 29 | 30 | 31 |    |    |    |

## События
- 1350—1490 — Борьба «трески» и «крючков». Серия внутренних военных конфликтов, в основном, вокруг титула графа Голландии[1].
- 1432—1479 — Албано-турецкие войны[2].
  - Четвёртая осада Круи. Османский султан Мехмед II Завоеватель во главе большой армии вторгся в Албанию и осадил крепость Крую (см. 1450, 1466, 1467)[3].
- 1455—1485 — война Алой и Белой Розы в Англии[4].
- 1463—1479 — турецко-венецианская война[5].
  - 1478—1479 — осада Шкодера Османской империей[6].
- 1466—1478 — закончилась Богемская война[7].
- 1467—1479 — Война священников[8].
- 1467—1488 — войска Ак-Коюнлу разгромили Кара-Коюнлу и завладели Южным Азербайджаном, Арменией, Ираком и Западным Ираном. Столицей Ак-Коюнлу становится Тебриз.
- 1468—1478 — Матьяш Хуньяди закончил войны за Чешское королевство, занял Силезию, Моравию и Лужицы, но Богемию подчинить не сумел[9].
  - Владислав II Ягеллон заключает соглашение со ставленником католиков Матьяша Хуньяди, уступив Моравию, Силезию и Лужицу (воссоединены с Чехией после избрания Владислава II венгерским королём в 1490 году)[10]. Владислав II закрепляет земли и титул чешского короля (разделяет его с Матьяшем)[9].
- 1475—1479 — Война за кастильское наследство[11].
- 1475—1482 — турецкое завоевание Крыма. Завоевание Османской империей генуэзских колоний в Крыму и установление протектората над Крымским Ханством[12].
- 1476—1479 — война за Глогувское наследство после смерти Генрика XI. Хотя с 1331 года княжество Глогув временами находилось в прямом подчинении Богемской короны, из-за борьбы за её престол между чешским королем Владиславом II и антикоролем Матьашом Корвином решения вопроса о наследовании был затруднён[13].
- 1477—1482 — война за бургундское наследство[14].
- 1478—1484 — Имеретия присоединена к Грузии.
- 1 ноября — папа римский Сикст IV направил буллу Изабелле Кастильской и Фердинанду Арагонскому, разрешающую учреждение Испанской инквизиции:
  - Фердинанд и Изабелла утвердили церковный суд — инквизицию, предназначенную охранять чистоту католической веры.
- 28 декабря — битва при Джорнико. Сражение между миланскими и швейцарскими войсками близ города Джорнико, является частью трансальпийских походов Швейцарской конфедерации[15].
- Взятие турками Круи.
- Заговор Пацци во Флоренции. В результате был убит Джулиано Медичи, а его брат, Лоренцо, был только ранен.

## Русское государство
Правление: 1462—1505 — Иван III Васильевич
- 1478—1598 и 1606—1610 — начало правление династии Рюриковичей в Русском государстве[16].
- 1477—1478 — Московско-новгородская война, последний военный конфликт между княжеством Московским и Новгородской республикой, завершившийся падением Новгорода и присоединением его и контролируемых им территорий к Москве[17] (см. 1477 год)[18].
  - 13 января — Иван III принимает у себя в ставке присягу на верность от новгородской знати[18].
  - 15 января — новгородцы-горожане дают присягу на верность великому князю в Великом Новгороде[18].
  - 29 января — Иван III вместе с братьями вступает в В. Новгород, ликвидирует вечевое управление. Ему передаются все Новоторжские волости, половина владычных и половину монастырских земель. Шестерых бояр-крамольников и вместе с ними Марфу Борецкую-Посадницу, отсылает в Москву[18].
  - Великие Луки, крепость имевшая стратегическое значение на границе с ВКЛ, вошла в состав Русского государства[19].
  - Города: Руса (сов. Старая Русса)[20], Сольцы[21], Холм[22], Торжок[23] вошли в состав Русского государства.
  - Новгородский вечевой колокол, в качестве трофея перевезён в Москву[18].
  - 05 марта — Иван III торжественно возвращается в Москву с победой[18].
- 1478 — русско-казанская война[24].
  - Февраль — в Казанское ханство пришло известие (как впоследствии выяснилось, ложное), что Иван III потерпел поражение в походе на Новгород Великий, был ранен и бежал в Москву, потеряв все войско[25].
  - Воспользовавшись сложившейся ситуацией, казанское войско совершило поход на Вятку, но города взять не смогло[25]. Набег казанских татар на русские уезды Вятской земли[26].
  - Татары пытались добраться до Устюга, но разлившаяся река Молома и отряд Ряполовского Хрипуна, помешали их продвижению. Через несколько недель, узнав что известие о поражении московского войска было ложным, татары отступили от Вятки[25].
  - Весна — в ответ на действия татар на Казань по Волге было направлено войско под руководством Семёна Ивановича «Хрипуна» Ряполовского и Василия Федоровича Образца Симского[25].
  - Другой отряд под руководством Семёна «Слепца» Тютчева, пройдя Каму, разорял восточные волости Казанского ханства. Дойдя до Казани, основная рать опустошила окрестности, но штурму города помешала сильная буря[25].
  - Казанский хан Ибрагим был вынужден заключить мир на русских условиях[24].
- Ростовский архиепископ Вассиан Рыло просит Ивана III рассудить его тяжбу с митрополитом Геронтием, который по просьбе Михаила Андреевича Верейского отписал Кириллов монастырь от ростовской епархии и передал его в ведение Михаила. Иван требует от митрополита оставить монастырь в ведении ростовского архиепископа, а когда тот не слушается, повелевает отобрать митрополичью грамоту у Михаила и созвать в Москве собор для решения тяжбы. Побоявшись соборного суда, Геронитий смиряется с решением великого князя[18].
- Пожалованы боярством: Микулинский Михаил Фёдорович, Бороздин-Жито Иван Никитич, Ряполовский Семён Иванович (ум. 1499), Сабуров Семён Фёдорович Пешко (ум. 1484)[27].

### Города и поселения
- 1475—1479 — строительство нового Успенского собора в Московском кремле[28].
- Деревня Вантеево (сов. г. Ивантеевка, ведёт свою историю от деревень Вантеевка и Копнино, которая первоначально Марьинское Контино) была дана в Троице-Сергиев монастырь в качестве вклада на помин души вдовы боярина В. Б. Копнина — Марии[29].
- Селение Пудога (сов. г. Пудож) вместе с Пудожским погостом в составе Русского государства[30].

## Начало правления
См. также: Список глав государств в 1478 году

## Наука и искусство
- Основан университет в Копенгагене, столице Дании.

## Родились
См. также: Категория:Родившиеся в 1478 году

## Скончались
См. также: Категория:Умершие в 1478 году
- Весна — Иван Васильевич Стрига Оболенский, наместник в Великом Новгороде[18].